# Вісник Харківського національного університету імені Василя Назаровича Каразіна. Серія «Математика, прикладна математика і механіка»
Науковий журнал Вісник Харківського національного університету імені В. Н. Каразіна. Серія «Математика, прикладна математика i механіка» публікує статті з усіх областей фундаментальної та прикладної математики.
Вісник є фаховим виданням у галузі фізико-математичних наук, категорія «Б» за спеціальностями 111 — Математика та 113 — Прикладна математика (Наказ МОН України № 1643 від 28.12.2019 р.).
Починаючи з 2020 року, статті друкуються українською та англійською мовами та супроводжуються короткими та розширеними анотаціями.
Журнал індексується наступними базами даних та системами пошуку:
- Національна бібліотека України імені В. І. Вернадського [Архівовано 31 березня 2022 у Wayback Machine.],
- Zentralblatt MATH [Архівовано 9 липня 2021 у Wayback Machine.],
- Crossref [Архівовано 9 липня 2021 у Wayback Machine.],
- Google Scholar [Архівовано 9 липня 2021 у Wayback Machine.],
- Directory of Open Access Journals (DOAJ [Архівовано 9 липня 2021 у Wayback Machine.]).

На цей час кожна стаття отримує унікальний номер з префіксом DOI 10.26565/2221-5646 (Цифровий ідентифікатор об'єкта).
Головні редактори (з 1964 року):
- Ахієзер Наум Ілліч (1964, 1966, 1967, 1970—1975),
- Погорєлов Олексій Васильович (1965),
- Тарапов Іван Євгенович (1976—1982, 1984—1989, 1991, 1992),
- Н. А. Хіжняк (1983),
- В. І. Коробов (1999—2024, теперішній час).

Журнал продовжує традиції видавництва «Повідомлень Харківського математичного товариства», які видавало Харківське математичне товариство зм1879 до 1964 р.
Інформація, щодо історії журналу (інформація станом на 2015).